# Шайхлисламов, Зайнулла Гумерович
Зайнулла Гумерович Шайхлисламов (род. 2 января 1938, Татарский Урюш, Башкирская АССР) — художник. Заслуженный художник РБ (1998). Член Союза художников РБ (1990).

## Биография
Шайхлисламов Зайнулла Гумерович родился 02.01.1938 в деревне Татарский Урюш Байкибашевского района БАССР (Караидельский район РБ). В четырнадцать лет приехал в Уфу, где работал, учился в вечерней школе.
В 1966 году окончил художественно-оформительское отделение (отделение изобразительных искусств) Уфимского училища искусств (педагоги Г. А. Зырин, Р. У. Ишбулатов).
С 1970 по 1990 годы работал художником Башкирского творческо-производственного комбината. В настоящее время художник живет и работает в г. Уфе.
Произведений художника хранятся в собраниях музеев и картинных галерей: БГХМ им. М. В. Нестерова (Уфа), ГНИ «Урал» МК и НП РБ (Уфа), Галерея «Алтын Урда» (Казань, РТ).

### Семья
Жена — Шайхлисламова Асия Мухамедовна.(1945 г.р.).
Дочь- Ахметова (Шайхлисламова) Эльмира Зайнулловна (1968—1994)
Сын -Шайхлисламов З. З. (1979)
Внучка — Фазлыева (Ахметова) Лилия Аликовна (1988)

## Работы
...« Красота удивляет, восхищает и заставляет жить, а для меня жить — это творить и через своё творчество показать людям окружающий нас мир. Мир прекрасного, чистого, светлого, доброго, именно того чего в наше время не хватает. Конечно же, красота это еще и гармония. Именно она помогает обрести смысл жизни».
«Три дерева» (1979), «Солнце» (1994), «Осень» (1999). Ностальгической романтикой проникнуты архитектурные пейзажи старой Уфы: «Окраина» (1971), «Старая Уфа» (1978), «Старая церковь» (1993), «Соборная мечеть» (1997). Натюрморты: «Хризантемы», «Ромашки» (обе — 1988), «Астры» (2000), философско-мистические работы: «Века», «Гора духов» (1997), «В далёком прошлом» (1999) и др.

## Выставки
С 1964 года Шайхлисламов Зайнулла Гумерович — участник республиканских, зональных, региональных, всероссийских и зарубежной выставок.
Персональные выставки проходили в городах Уфа (1988, 2001, 2002, 2013), Нефтекамск, Белебей, Казань (2007).